# Ка де Гос (Бреша)
Ка де Гос је насеље у Италији у округу Бреша, региону Ломбардија.
Према процени из 2011. у насељу је живело 24 становника. Насеље се налази на надморској висини од 694 м.